# Natalia Gallego
Natalia Gallego Robert (ur. 28 września 1980) – andorska lekkoatletka.
Dwukrotnie startowała na mistrzostwach świata: w 2007 i 2009, za każdym razem odpadając w eliminacjach. W 2008 wzięła też udział w halowych mistrzostwach świata, również odpadając w eliminacjach. We wszystkich imprezach wystąpiła w biegu na 800 m.

## Rekordy życiowe
- 400 m – 1:04,12 s ( Bańska Bystrzyca, 17 czerwca 2006)
- 800 m – 2:13,04 s ( Castres, 11 sierpnia 2007)
- 800 m (hala) – 2:14,62 s ( Walencja, 23 lutego 2008)
- 1500 m – 4:42,16 s ( Monako, 7 czerwca 2007)
- 1500 m (hala) – 4:48,25 s ( Vilafranca, 26 stycznia 2008)
- 10 km – 43:50 ( Andorra la Vella, 27 września 2009)